# Бойд, Патти
Патти Бойд (англ. Pattie Boyd; полное имя Патрисия Энн Бойд, англ. Patricia Anne Boyd; род. 17 марта 1944, Тонтон) — английская фотомодель и фотограф. Более всего известна как бывшая жена Джорджа Харрисона и Эрика Клэптона. Считается, что она вдохновила Харрисона на написание песен «Something» (Харрисон же говорил, что когда он писал эту песню, то думал о том, как её будет исполнять Рэй Чарльз), «For You Blue», «You Like Me Too Much», «Old Brown Shoe», «Isn’t It A Pity», «Window Window», «I Need You», «Think For Yourself» и другие, ей же Эрик Клэптон посвятил песни «Layla», «Wonderful Tonight», «Golden Ring» и «Bell Bottom Blues». Бойд назвала Харрисона «любовью своей жизни».
Начала карьеру модели в 1962 году. Многие фотографы отвергли её за нестандартную для модели внешность, например, довольно заметные передние зубы. Так, один из них сказал: «модели не должны выглядеть как кролики».
Она была моделью в Лондоне, Нью-Йорке и Париже (для Мэри Куант и других), её фотографировали Дэвид Бэйли и Теренс Донован.
Джордж Харрисон познакомился с Патти Бойд во время съёмок фильма «Вечер трудного дня» и женился на ней в 1966 году (Харрисон и Клэптон были в то время близкими друзьями). Во время, когда Клэптон, раздражённый истерией вокруг распада его группы Blind Faith, покинул коллектив, произошло нечто неожиданное: он влюбился в Патти.

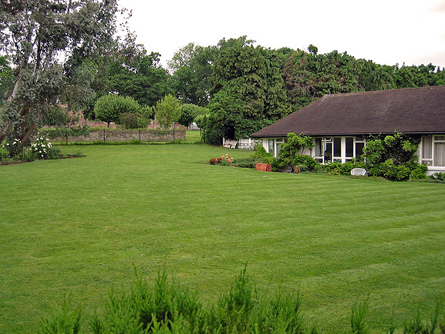
Кинфаунс, дом Патти Бойд и Джорджа Харрисона с 1965 по 1970 год

Отношения Харрисона с Бойд через несколько лет зашли в тупик. В 1977 году они развелись. По словам Харрисона, к тому времени «отношения с Патти уже прекратились», поэтому свадьба Клэптона и Бойд в 1979 году не вызвала у него протеста: «Он женился на ней, … и настоящая проблема возникла у Эрика: его страшно злило, что я на него совсем не сердился!».
Харрисон вместе с Ринго Старром и Полом Маккартни посетил свадьбу Клэптона и Бойд. Однако семейная жизнь Клэптона и Бойд не была счастливой: в 1989 году они развелись.
Выставка фотографий Бойд, сделанных во времена её отношений с Харрисоном и Клэптоном, была открыта в Сан-Франциско 14 февраля 2005 года и получила название Through the Eye of a Muse. В феврале 2006 года выставка прошла вновь, а в июне-июле 2006 года она проходила в Лондоне.
В 2007 году Патти Бойд выпустила автобиографическую книгу Wonderful Today: George Harrison, Eric Clapton, and Me (в США вышла под названием Wonderful Tonight), написанную совместно с журналисткой Пенни Джунор.